# Agrilus nicolanus
Agrilus nicolanus – gatunek chrząszcza z rodziny bogatkowatych i podrodziny Agrilinae.
Gatunek ten opisany został po raz pierwszy w 1924 roku przez Jana Obenbergera.
Chrząszcz o mocno wydłużonym ciele długości od 3,7 do 5,8 mm. Ubarwienie ma jednolicie ciemnooliwkowe, u samca z zielonkawym odcieniem na czole i bokach przedplecza. Kolorystyka jest ogólnie nieco jaśniejsza niż u podobnego A. betuleti. Głowa odznacza się niezbyt wysklepionym, słabiej niż u opiętka topolowca wypukłym ciemieniem z podłużnie pobrużdżoną powierzchnią. Zarys przedplecza ma mniej więcej równoległe brzegi boczne. Przedpiersie ma płat przedni z wyraźnie wykrojoną krawędzią przednią.
Biologia i ekologia tego opiętka są słabo zbadane. Osobniki dorosłe obserwuje się od maja do lipca.
Gatunek palearktyczny, znany z Polski, europejskiej, syberyjskiej i dalekowschodniej części Rosji, Chin, Korei Północnej, Korei Południowej i Japonii. W Polsce podawany jest tylko z Puszczy Białowieskiej i Biebrzańskiego Parku Narodowego.